# Acelyphus boettcheri
Acelyphus boettcheri är en tvåvingeart som beskrevs av Frey 1941. Acelyphus boettcheri ingår i släktet Acelyphus och familjen Celyphidae.
Artens utbredningsområde är Filippinerna. Inga underarter finns listade i Catalogue of Life.